# Hát Khan
Hát Khan là một thể loại hát kể sử thi, trường ca truyền thống của các anh hùng Tây Nguyên và những nơi khác, người Êđê thường gọi kể Khan. Người M’Nông gọi là Ốt N’Trông, người Gia Rai gọi là Hri, người Xơ Đăng gọi là Hơmoan, người Ba Na gọi là H’Amon, người Chăm gọi là Akhan, người Ra Glai gọi là Akhar Jur Car... Ở đây ta gọi chung là hát kể Khan của Êđê. Hình thức sinh hoạt văn hóa, khi kể về truyền thống cha ông của mình, về công trạng, phong tục, tập quán của người dân từng dân tộc. Hát Khan thường hát không có nhạc cụ. Người hát một mình cho người khác nghe, dùng trong sinh hoạt như uống rượu cần, gặp nhau bạn bè anh em, cha mẹ, người thân gặp lại nhớ lại các công lao của lớp người đi trước. Các bài sử thi thường được hát Đăm San, Đăm Di, Dyông Dư, bình thường một bài hát kể khoảng chừng từ 20 đến 30 phút. Bản hát Khan tiếng ÊĐê nhiều, bản dịch ra tiếng Việt ngoài sử thi Đam San ra còn lại vẫn còn khá ít. Còn các bản của dân tộc khác vẫn tiếp tục được tìm kiếm và dịch thuật.

## Các nội dung diễn tả
Nhiều khía cạnh, đề cập đến nhiều mặt: không gian, địa lý, thế giới động - thực vật, cảnh đánh cồng chiêng, việc làm nhà, việc làm lúa trên nương, các cuộc đánh nhau, việc ma chay, cưới hỏi, cảnh múa hát, việc săn bắn, đánh bắt thú vật, uống rượu cần, thậm chí cả cuộc ân ái...